# Neonman
Neonman ist ein Indie-Electro Duo aus London und Berlin, das aus Bastian Asdonk und Benjamin John Osborn besteht. Die Band hat sich nach ihrem zweiten Album 2008 aufgelöst. Sänger Benjamin Osborn ist unter dem John Osborn als House-DJ international aktiv. 

## Geschichte
Die Band hat sich nach den Anschlägen vom 11. September 2001 gegründet. Ihre ersten Platten "Bundesnachrichtendienst" und "Future is Pussy" sind auf dem Northern Lite-Label 1st Decade erschienen, eine weitere "Supermodel Terrorist" bei Lasergun Records, das vom DJ Savas Pascalidis betrieben wird. Die beiden Alben „Gift of the Gab“ und "Knights of Error" wurden vom Berliner Label Pale Music veröffentlicht.

## Stil
Auf den ersten Maxis von Neonman dominiert ein Electro-Sound mit düsteren Texten, die von Terrorismus, Drogen und dem Mikrokosmos der Musikszene handeln. Auf den beiden Alben, vor allem auf "Knights of Error" klingt die Band sehr viel musikalischer und ist von britischer Punkmusik der späten siebziger Jahre beeinflusst.

## Diskografie

### Singles
- 2002: Bundesnachrichtendienst (1st Decade Records)
- 2003: Future Is Pussy (1st Decade Records)
- 2004: Supermodel Terrorist (Lasergun Records)

### Alben
- 2006: Gift of the Gab
- 2008: Knights of Error